# توم رايت (ممثل)
توم رايت (بالإنجليزية: Thomas M. Wright)‏ هو ممثل أسترالي، ولد في 22 يونيو 1983 في أستراليا.

## أعمال

### أفلام
- (2015) ايفرست

## وصلات خارجية
- توم رايت على موقع IMDb (الإنجليزية)
- توم رايت على موقع ألو سيني (الفرنسية)
- توم رايت على موقع قاعدة بيانات الفيلم (الإنجليزية)